# Klemens (Kinow)
Klemens, imię świeckie Kino Radew Kinow (ur. 5 grudnia 1897 w Oreszaku, zm. 13 lutego 1967 w Wiedniu) – bułgarski biskup prawosławny.

## Życiorys
We wczesnym dzieciństwie wielokrotnie odwiedzał Monaster Trojański, co miało znaczący wpływ na wybór przez niego drogi życiowej. Po ukończeniu szkoły podstawowej w rodzinnej wsi, jako trzynastolatek wstąpił do Monasteru Trojańskiego jako posłusznik. Chłopcem zaopiekował się metropolita płowdiwski Maksym, z polecenia którego Kino Kinow zamieszkał w jego rezydencji w Płowdiwie, tam ukończył progimnazjum, seminarium duchowne, a następnie wstąpił na wydział teologiczny uniwersytetu w Sofii. Wcześniej, w 1918, tj. jeszcze w czasie nauki w seminarium, złożył wieczyste śluby mnisze, przyjmując imię Klemens. 15 września 1919 w cerkwi św. Mariny w Płowdiwie został wyświęcony na hierodiakona, zaś 1 września 1928 – na hieromnicha. Od 1922 do 1924 pracował w szkole przy Monasterze Trojańskim, zaś od 1924 do 1928, tj. w czasie studiów w Sofii, był diakonem w soborze św. Aleksandra Newskiego, głównej świątyni Bułgarskiego Kościoła Prawosławnego.
Od września 1928 do grudnia 1935 był protosynglem metropolii płowdiwskiej. W 1936 stanął na czele wydziału kulturalno-oświatowego przy Świętym Synodzie Bułgarskiego Kościoła Prawosławnego, zaś od 1937 do 1938 był rektorem seminarium duchownego w Płowdiwie. Następnie przez dwa lata akademickie kierował instytutem teologicznym przy Monasterze Czerepiskim.
7 stycznia 1931 otrzymał godność archimandryty. 30 stycznia 1939 miała miejsce jego chirotonia na biskupa lewkijskiego, wikariusza metropolii sofijskiej.
W 1940, po śmierci metropolity starozagorskiego Pawła, został wybrany przez sobór duchowieństwa i świeckich na jego następcę. Jako metropolita starozagorski rozwinął szeroką działalność społeczną i oświatową w kierowanej przez siebie eparchii. Urząd metropolity sprawował do swojej śmierci, jaka nastąpiła w 1967 w szpitalu w Wiedniu.